# Jeudi de l'argent

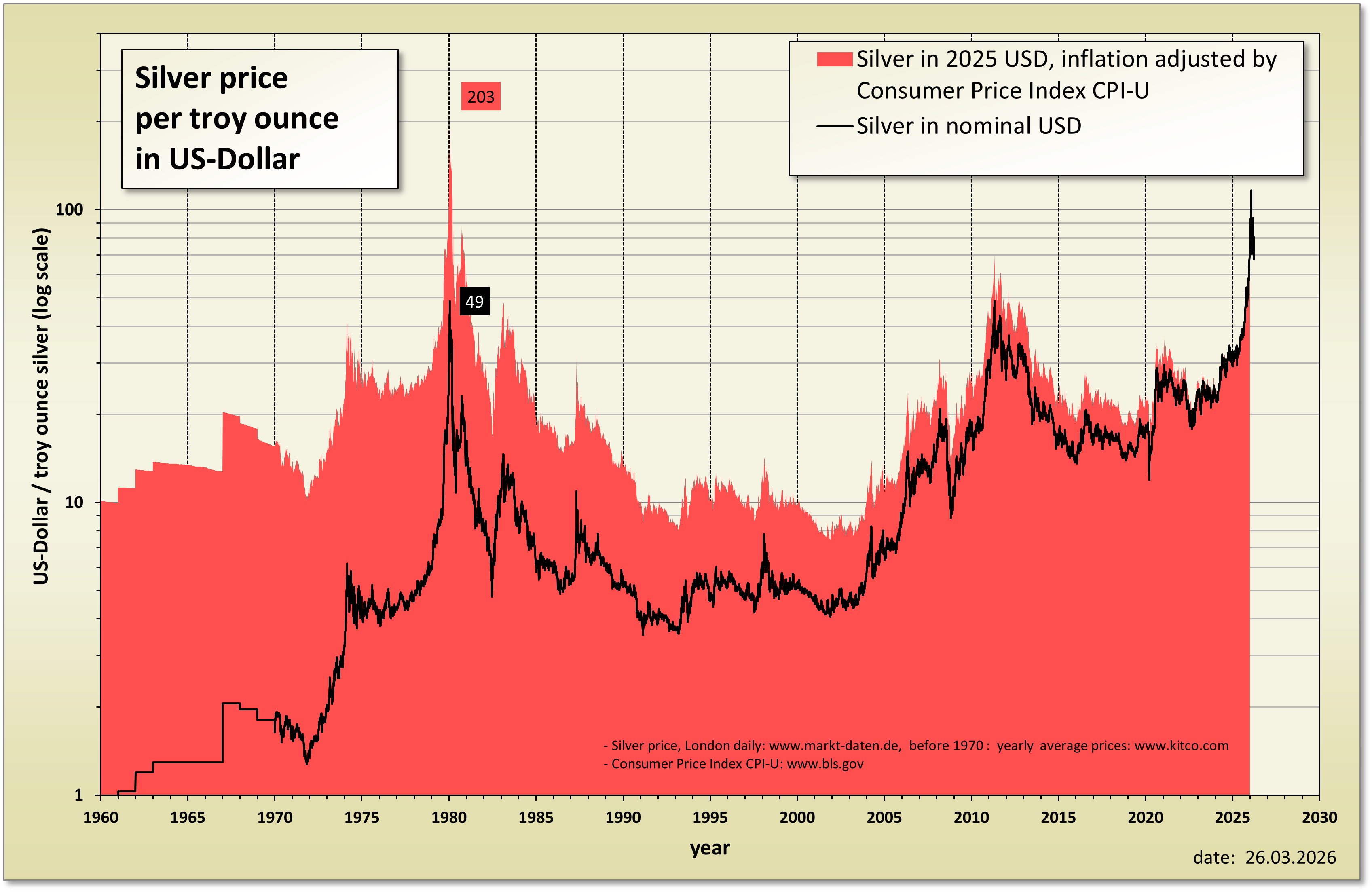
Historique du prix de l'argent sur 1960-2025 montrant le Jeudi de l'Argent en 1980

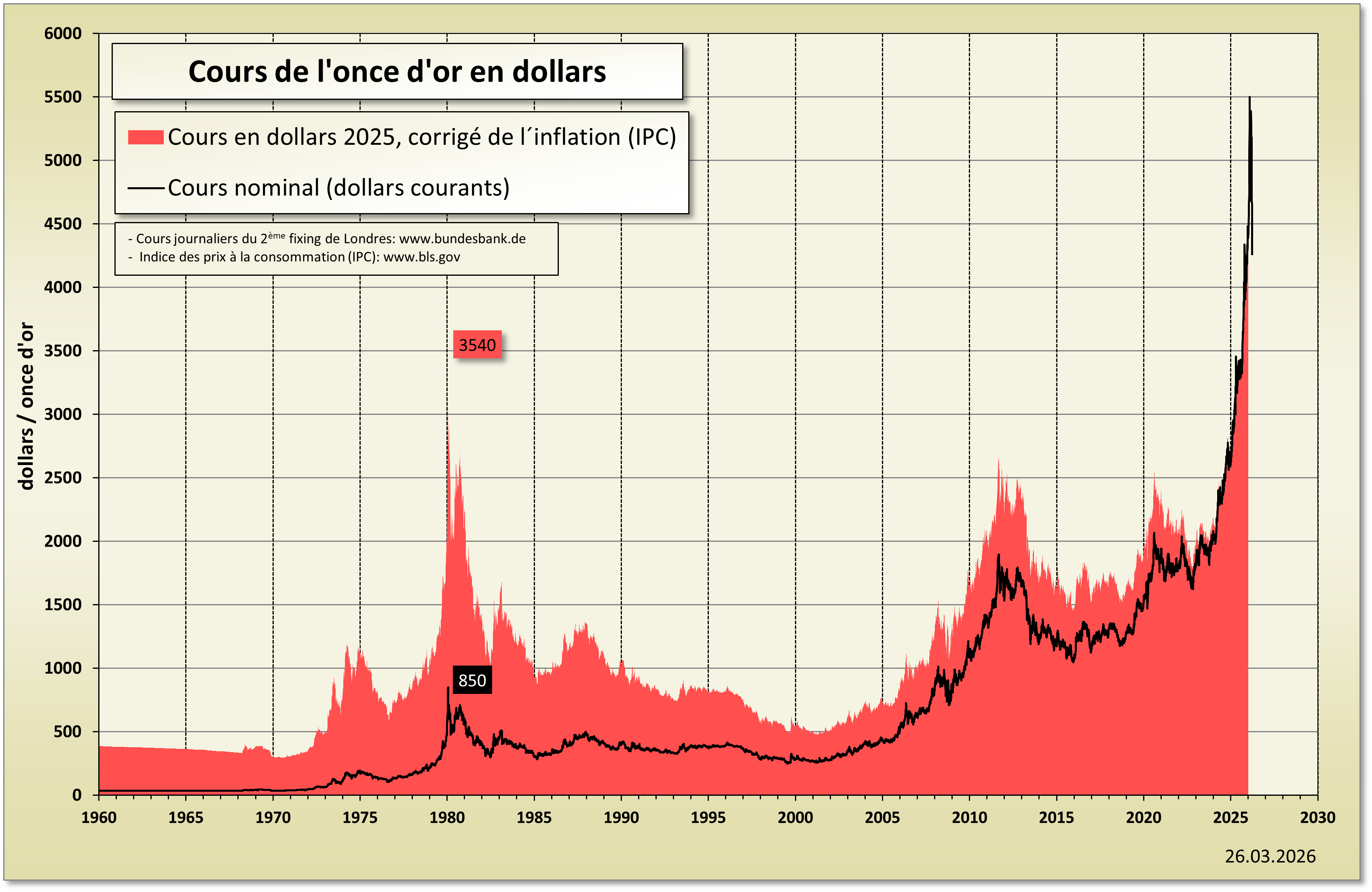
Historique du prix de l'or sur 1960-2025 montrant le Jeudi de l'Argent en 1980

Le Jeudi de l'argent (en anglais : Silver Thursday) est une spéculation sur l'argent ayant eu lieu en 1979 et 1980.

## Histoire
Nelson Bunker Hunt et William Herbert Hunt ont commencé à accumuler de grandes quantités d'argent. En 1979, ils avaient presque cornérisé le marché général de l'argent. Dans les neuf derniers mois de 1979, les frères ont gagné une somme estimée entre deux et quatre milliards de dollars, grâce à une quantité d'argent possédée avoisinant les 100 millions d'onces (soit environ 3 000 000 kg).
Pendant que les frères Hunt accumulaient le métal qui allait devenir précieux, les prix des contrats à terme et des lingots d'argent, entre 1979 et 1980 sont passés de 11 $ à 50 $ par once, en janvier 1980. Les prix de l'argent sont retournés à leur cours « normal » deux mois plus tard. Le jour où le cours de l'argent a le plus chuté a été nommé le « Jeudi de l'argent ».
En septembre 1988, Hunt a déposé le bilan pour faillite selon le chapitre 11 de la loi sur les faillites des États-Unis, en grande partie due a des poursuites judiciaires intentées contre sa spéculation sur l'argent.
En 1989, une décision[réf. nécessaire] de la Commodity Futures Trading Commission des États-Unis condamne Hunt à une amende de 10 millions de dollars, et lui interdit la négociation de produits de base, à la suite de sa tentative de domination du marché de l'argent. De plus, il a dû régler plusieurs millions de dollars au fisc américain.

### Sources et bibliographie
- (en) Stephen Fay, Great Silver Bubble, 1982,  (ISBN 978-0-3403-3033-3)
- (en) Jerry W. Markham, A financial history of the United States: From the age of derivatives into the new millennium : (1970 - 2001), vol. 3, M.E. Sharpe, 2002,  (ISBN 9780765607300)